# Lista de presidentes da Alemanha
O Presidente Federal da Alemanha (alemão: Bundespräsident) é o chefe de estado da República Federal da Alemanha e, em termos de protocolo, o seu mais alto órgão constitucional. A Constituição alemã confere à presidência um poder de caráter fundamentalmente representativo, pois, para prevenir os problemas que se deram durante a República de Weimar, não tem capacidade de manobra alguma no processo de eleição do Chanceler da Alemanha e nem pode ditar decretos de urgência.

## História
Vários escritórios presidenciais existiram na Alemanha desde o colapso do Império Alemão em 1918.
A Constituição de Weimar de agosto de 1919 criou o cargo de Presidente do Reich (alemão: Reichspräsident). Após a morte de Paul von Hindenburg em agosto de 1934, o cargo ficou vago, com Adolf Hitler tornando-se chefe de Estado como Führer und Reichskanzler (aprovado retroativamente por um referendo). Entre abril e maio de 1945, Karl Dönitz tornou-se brevemente presidente após o suicídio de Hitler (de acordo com a última vontade e testamento de Hitler).
A Lei Básica para a República Federal da Alemanha de maio de 1949 criou o cargo de Presidente da República Federal da Alemanha (alemão: Bundespräsident). Desde a reunificação alemã em 1990, o presidente tem sido o chefe de Estado de toda a Alemanha.
A constituição da Alemanha Oriental de outubro de 1949 criou o cargo de Presidente da República Democrática Alemã (alemão: Präsident der Deutschen Demokratischen Republik, DDR). Após a morte de Wilhelm Pieck em 1960, o cargo de presidente foi substituído por um chefe de estado coletivo, o Staatsrat ("Conselho de Estado"). Depois que o Staatsrat foi abolido em 5 de abril de 1990, o presidente da Volkskammer ("Câmara do Povo") serviu como chefe de Estado até a Alemanha Oriental se juntar à República Federal em 3 de outubro de 1990.

## Reich Alemão (1919-1945)
| Nº                              | Presidente do Reich | Presidente do Reich                             | Início do Mandato       | Fim do Mandato          | Partido      | Eleição   |
| ------------------------------- | ------------------- | ----------------------------------------------- | ----------------------- | ----------------------- | ------------ | --------- |
| República de Weimar (1919-1933) |                     |                                                 |                         |                         |              |           |
| 1                               |                     | Friedrich Ebert (1871-1925)                     | 11 de fevereiro de 1919 | 28 de fevereiro de 1925 | SPD          | 1919      |
| -                               |                     | Hans Luther (1879-1962) Interino                | 28 de fevereiro de 1925 | 12 de março de 1925     | Independente | –         |
| -                               |                     | Walter Simons (1861-1937) Interino              | 12 de março de 1925     | 12 de maio de 1925      | Independente | –         |
| 2                               |                     | Paul von Hindenburg (1847-1934)                 | 12 de maio de 1925      | 23 de março de 1933     | Independente | 1925 1932 |
| Terceiro Reich (1933-1945)      |                     |                                                 |                         |                         |              |           |
| 1                               |                     | Paul von Hindenburg (1847-1934)                 | 23 de março de 1933     | 2 de agosto de 1934     | Independente | -         |
| 2                               |                     | Adolf Hitler (1889-1945) Führer e Reichskanzler | 2 de agosto de 1934     | 30 de abril de 1945     | NSDAP        | -         |
| 3                               |                     | Karl Dönitz (1891-1980)                         | 30 de abril de 1945     | 23 de maio de 1945      | NSDAP        | -         |

## República Democrática Alemã (Alemanha Oriental)(1949-1990)
A parte ocupada pelos Soviéticos também teve a chefia de Estado temporária de Johannes Dieckmann, com os cargos Staatspräsident (1949-1960) e Vorsitzender des Staatsrats (1960-1990). Com a Reunificação Alemã em 1990 passou a ser presidida por Richard von Weizsäcker, que governava na época a República Federal Alemã.
| Nº | Presidente | Presidente                               | Início do Mandato      | Fim do Mandato         | Partido |
| -- | ---------- | ---------------------------------------- | ---------------------- | ---------------------- | ------- |
| -  |            | Johannes Dieckmann (1893-1969) Interino  | 7 de outubro de 1949   | 10 de outubro de 1949  | RDA     |
| 1  |            | Wilhelm Pieck (1876-1960)                | 10 de outubro de 1949  | 7 de setembro de 1960  | RDA SED |
| -  |            | Johannes Dieckmann (1893-1969) Interino  | 7 de setembro de 1960  | 12 de setembro de 1960 | RDA     |
| 2  |            | Walter Ulbricht (1893-1973)              | 12 de setembro de 1960 | 1 de agosto de 1973    | SED     |
| -  |            | Friedrich Ebert Jr. (1894-1979) Interino | 1 de agosto de 1973    | 3 de outubro de 1973   | SED     |
| 3  |            | Willi Stoph (1914-1999)                  | 3 de outubro de 1973   | 29 de outubro de 1976  | SED     |
| 4  |            | Erich Honecker (1912-1994)               | 29 de outubro de 1976  | 18 de outubro de 1989  | SED     |
| 5  |            | Egon Krenz (n.1937)                      | 18 de outubro de 1989  | 6 de dezembro de 1989  | SED     |
| 6  |            | Manfred Gerlach (1928-2011)              | 6 de dezembro de 1989  | 5 de abril de 1990     | RDA     |
| -  |            | Sabine Bergmann-Pohl (n.1946) Interina   | 5 de abril de 1990     | 2 de outubro de 1990   | CDU     |

## República Federal da Alemanha(1949-presente)
Após a ocupação pelos Aliados, em 1949 a chefia de Estado ficou por pouco tempo a cargo de Karl Arnold, presidente do Bundesrat. Após  Reunificação, o país voltou a se chamar "Alemanha". 
| Nº                             | Presidente | Presidente                         | Início do Mandato       | Fim do Mandato          | Partido      | Eleição   |
| ------------------------------ | ---------- | ---------------------------------- | ----------------------- | ----------------------- | ------------ | --------- |
| Alemanha Ocidental (1949-1990) |            |                                    |                         |                         |              |           |
| -                              |            | Karl Arnold (1901-1958) Interino   | 7 de setembro de 1949   | 13 de setembro de 1949  | CDU          | –         |
| 1                              |            | Theodor Heuss (1884-1963)          | 13 de setembro de 1949  | 12 de setembro de 1959  | FDP          | 1949 1954 |
| 2                              |            | Heinrich Lübke (1894-1972)         | 12 de setembro de 1959  | 30 de junho de 1969     | CDU          | 1959 1964 |
| 3                              |            | Gustav Heinemann (1899-1976)       | 1 de julho de 1969      | 30 de junho de 1974     | SDP          | 1969      |
| 4                              |            | Walter Scheel (1919-2016)          | 1 de julho de 1974      | 30 de junho de 1979     | FDP          | 1974      |
| 5                              |            | Karl Carstens (1914-1992)          | 1 de julho de 1979      | 30 de junho de 1984     | CDU          | 1979      |
| 6                              |            | Richard von Weizsäcker (1920-2015) | 1 de julho de 1984      | 2 de outubro de 1990    | CDU          | 1984 1989 |
| Alemanha (1990-presente)       |            |                                    |                         |                         |              |           |
| 1                              |            | Richard von Weizsäcker (1920-2015) | 2 de outubro de 1990    | 30 de junho de 1994     | CDU          | –         |
| 2                              |            | Roman Herzog (1934-2017)           | 30 de junho de 1994     | 30 de junho de 1999     | CDU          | 1994      |
| 3                              |            | Johannes Rau (1931-2006)           | 1 de julho de 1999      | 30 de junho de 2004     | SDP          | 1999      |
| 4                              |            | Horst Köhler (1943-2025)           | 1 de julho de 2004      | 31 de maio de 2010      | CDU          | 2004 2009 |
| -                              |            | Jens Böhrnsen (n.1949) Interino    | 31 de maio de 2010      | 30 de junho de 2010     | SDP          | –         |
| 5                              |            | Christian Wulff (n.1959)           | 30 de junho de 2010     | 17 de fevereiro de 2012 | DCU          | 2010      |
| -                              |            | Horst Seehofer (n.1949) Interino   | 17 de fevereiro de 2012 | 18 de março de 2012     | CSU          | –         |
| 6                              |            | Joachim Gauck (n.1940)             | 18 de março de 2012     | 18 de março de 2017     | Independente | 2012      |
| 7                              |            | Frank-Walter Steinmeier (n.1956)   | 18 de março de 2017     | Incumbente              | SDP          | 2017 2022 |